# Coniatus
Coniatus är ett släkte av skalbaggar. Coniatus ingår i familjen vivlar.

## Dottertaxa tillConiatus, i alfabetisk ordning[1]
- Coniatus aegyptiacus
- Coniatus aegyptus
- Coniatus bellus
- Coniatus brevicornis
- Coniatus caspicus
- Coniatus chrysochlorus
- Coniatus cupreus
- Coniatus damryi
- Coniatus deyrollei
- Coniatus elegans
- Coniatus elegantulus
- Coniatus euchromus
- Coniatus gracilis
- Coniatus griseus
- Coniatus hauseri
- Coniatus hilaris
- Coniatus indicus
- Coniatus jonicus
- Coniatus laetus
- Coniatus mimonti
- Coniatus modestus
- Coniatus nigronotatus
- Coniatus nigropunctatus
- Coniatus ornatus
- Coniatus pusillus
- Coniatus repandus
- Coniatus rifensis
- Coniatus riffensis
- Coniatus rubrovittatus
- Coniatus saulcyi
- Coniatus schrencki
- Coniatus schrenkii
- Coniatus setosulus
- Coniatus splendidulus
- Coniatus steveni
- Coniatus suavis
- Coniatus tamaricis
- Coniatus tamarisci
- Coniatus triangulifer
- Coniatus wenckeri